# Селище (Череповецкий район)
Селище — село в Череповецком районе Вологодской области.
Входит в состав Абакановского сельского поселения, с точки зрения административно-территориального деления — в Абакановский сельсовет.
Расстояние по автодороге до районного центра Череповца — 40 км, до центра муниципального образования Абаканово — 2 км. Ближайшие населённые пункты — Кроминская, Алексино, Мусора, Абаканово.
По переписи 2002 года население — 9 человек.